# Oxaea
Oxaea is een geslacht van vliesvleugelige insecten uit de familie Andrenidae

## Soorten
- O. alvarengai Moure & Urban, 1963
- O. austera Gerstäcker, 1867
- O. brevipalpis Ascher, Engel & Griswold, 2006
- O. festiva Smith, 1854
- O. flavescens Klug, 1807
- O. fuscescens Sichel, 1865
- O. mourei Graf, 1993
- O. rufa Friese, 1899
- O. schwarzi Moure & Seabra, 1962
- O. stenocoryphe Moure, 1947